# Nezbytný statek
Nezbytný statek je ekonomické označení zboží, po němž poptávka roste pomaleji než úměrně s rostoucím příjmem. Nezbytný statek má tedy nízkou (0 ≤ e ≤ 1) důchodovou (příjmovou) elasticitu poptávky. Jinými slovy, pokud se příjem prudce sníží, poptávané množství se o tolik nesníží.
Jako typický příklad můžeme uvést toaletní papír. Pokud se lidem zvýší příjem, obvykle jej nezačnou nakupovat výrazně více. Stejně tak v případě snížení příjmu poptávka po toaletním papíru výrazně neklesne.